# Necydalis mizunumai
Necydalis mizunumai là một loài bọ cánh cứng trong họ Cerambycidae.